# Campeonato Neerlandés de Fútbol 1954-55
El Campeonato Neerlandés de Fútbol 1954/55 fue la 66.ª edición del campeonato de fútbol de los Países Bajos, esta edición fue la primera temporada profesional en dicho país. Participaron 56 equipos divididos en cuatro divisiones. El campeón nacional sería determinado por un grupo final formado con los ganadores de cada división. Willem II ganó el campeonato de este año.

## Divisiones

### Eerste Klasse A
|    | Club           | PJ | PG | PE | PP | GF | GC | Pts | DG  |                                           |
| -- | -------------- | -- | -- | -- | -- | -- | -- | --- | --- | ----------------------------------------- |
| 1  | NAC            | 26 | 18 | 5  | 3  | 60 | 24 | 41  | +26 | Clasificado al grupo final por el título. |
| 2  | Holland Sport  | 26 | 18 | 4  | 4  | 72 | 33 | 40  | +39 | No participa en la próxima temporada.     |
| 3  | MVV Maastricht | 26 | 14 | 6  | 6  | 64 | 37 | 34  | +27 |                                           |
| 4  | SBV Excelsior  | 26 | 13 | 5  | 8  | 47 | 36 | 31  | +11 |                                           |
| 5  | BVC Amsterdam  | 26 | 11 | 5  | 10 | 53 | 41 | 27  | +12 |                                           |
| 6  | Emma           | 26 | 11 | 5  | 10 | 41 | 47 | 27  | -6  |                                           |
| 7  | Stormvogels    | 26 | 9  | 8  | 9  | 49 | 42 | 26  | +7  |                                           |
| 8  | DOS            | 26 | 12 | 2  | 12 | 60 | 53 | 26  | +7  |                                           |
| 9  | Roda Sport     | 26 | 11 | 4  | 11 | 48 | 51 | 26  | -3  |                                           |
| 10 | LONGA          | 26 | 10 | 3  | 13 | 55 | 65 | 23  | -10 | Descendido.                               |
| 11 | VV Leeuwarden  | 26 | 7  | 7  | 12 | 40 | 59 | 21  | -19 | Descendido.                               |
| 12 | Zwolsche Boys  | 26 | 5  | 5  | 16 | 31 | 59 | 15  | -28 | Descendido.                               |
| 13 | Veendam        | 26 | 4  | 6  | 16 | 38 | 85 | 14  | -47 | Descendido.                               |
| 14 | Go Ahead       | 26 | 3  | 7  | 16 | 27 | 53 | 13  | -26 | Descendido.                               |

PJ = Partidos jugados; PG = Partidos ganados; PE = Partidos empatados; PP = Partidos perdidos; GF = Goles a favor; GC = Goles en contra; Pts = Puntos; DG = Diferencia de goles

### Eerste Klasse B
|    | Club             | PJ | PG | PE | PP | GF | GC | Pts | DG  |                                           |
| -- | ---------------- | -- | -- | -- | -- | -- | -- | --- | --- | ----------------------------------------- |
| 1  | Willem II        | 26 | 19 | 5  | 2  | 96 | 42 | 43  | +54 | Clasificado al grupo final por el título. |
| 2  | Sparta Rotterdam | 26 | 12 | 8  | 6  | 67 | 42 | 32  | +25 |                                           |
| 3  | Fortuna          | 26 | 13 | 5  | 8  | 46 | 38 | 31  | +8  |                                           |
| 4  | SVV              | 26 | 11 | 6  | 9  | 53 | 50 | 28  | +3  |                                           |
| 5  | ADO Den Haag     | 26 | 10 | 6  | 10 | 48 | 43 | 26  | +5  |                                           |
| 6  | Sittardia        | 26 | 10 | 6  | 10 | 57 | 52 | 26  | +5  |                                           |
| 7  | Elinkwijk        | 26 | 11 | 4  | 11 | 48 | 45 | 26  | +3  |                                           |
| 8  | HFC EDO          | 26 | 11 | 4  | 11 | 42 | 45 | 26  | -3  |                                           |
| 9  | VV Rigtersbleek  | 26 | 10 | 6  | 10 | 49 | 58 | 26  | -9  |                                           |
| 10 | DWS              | 26 | 9  | 6  | 11 | 35 | 38 | 24  | -3  | Descendido.                               |
| 11 | sc Heerenveen    | 26 | 9  | 5  | 12 | 56 | 68 | 23  | -12 | Descendido.                               |
| 12 | Heracles         | 26 | 8  | 5  | 13 | 56 | 71 | 21  | -15 | Descendido.                               |
| 13 | VV Brabantia     | 26 | 6  | 6  | 14 | 34 | 68 | 18  | -34 | Descendido.                               |
| 14 | FC Wageningen    | 26 | 6  | 2  | 18 | 33 | 60 | 14  | -27 | Descendido.                               |

PJ = Partidos jugados; PG = Partidos ganados; PE = Partidos empatados; PP = Partidos perdidos; GF = Goles a favor; GC = Goles en contra; Pts = Puntos; DG = Diferencia de goles

### Eerste Klasse C
|    | Club                | PJ | PG | PE | PP | GF | GC | Pts | DG  |                                           |
| -- | ------------------- | -- | -- | -- | -- | -- | -- | --- | --- | ----------------------------------------- |
| 1  | PSV Eindhoven       | 26 | 16 | 7  | 3  | 64 | 39 | 39  | +25 | Clasificado al grupo final por el título. |
| 2  | Rapid               | 26 | 15 | 5  | 6  | 70 | 41 | 35  | +29 |                                           |
| 3  | Limburgia           | 26 | 14 | 6  | 6  | 53 | 33 | 34  | +20 |                                           |
| 4  | GVAV Rapiditas      | 26 | 14 | 5  | 7  | 69 | 50 | 33  | +19 |                                           |
| 5  | Alkmaar '54         | 26 | 11 | 6  | 9  | 41 | 37 | 28  | +4  |                                           |
| 6  | EBOH                | 26 | 12 | 4  | 10 | 45 | 50 | 28  | -5  |                                           |
| 7  | Feijenoord          | 26 | 11 | 5  | 10 | 47 | 47 | 27  | 0   |                                           |
| 8  | Vitesse             | 26 | 10 | 7  | 9  | 42 | 44 | 27  | -2  |                                           |
| 9  | NOAD                | 26 | 8  | 10 | 8  | 41 | 36 | 26  | +5  |                                           |
| 10 | HFC Haarlem         | 26 | 9  | 8  | 9  | 47 | 42 | 26  | +5  | Descendido.                               |
| 11 | Enschedese Boys     | 26 | 6  | 6  | 14 | 38 | 67 | 18  | -29 | Descendido.                               |
| 12 | NEC Nijmegen        | 26 | 4  | 9  | 13 | 33 | 49 | 17  | -16 | Descendido.                               |
| 13 | Blauw-Wit Amsterdam | 26 | 6  | 2  | 18 | 34 | 62 | 14  | -28 | Descendido.                               |
| 14 | Hermes DVS          | 26 | 2  | 8  | 16 | 28 | 55 | 12  | -27 | Descendido.                               |

PJ = Partidos jugados; PG = Partidos ganados; PE = Partidos empatados; PP = Partidos perdidos; GF = Goles a favor; GC = Goles en contra; Pts = Puntos; DG = Diferencia de goles

### Eerste Klasse D
|    | Club            | PJ | PG | PE | PP | GF | GC | Pts | DG  |                                           |
| -- | --------------- | -- | -- | -- | -- | -- | -- | --- | --- | ----------------------------------------- |
| 1  | FC Eindhoven    | 26 | 17 | 5  | 4  | 59 | 26 | 39  | +33 | Clasificado al grupo final por el título. |
| 2  | VVV Venlo       | 26 | 15 | 7  | 4  | 54 | 21 | 37  | +33 |                                           |
| 3  | AFC Ajax        | 26 | 12 | 11 | 3  | 57 | 30 | 35  | +27 |                                           |
| 4  | De Graafschap   | 26 | 13 | 4  | 9  | 48 | 35 | 30  | +13 |                                           |
| 5  | SC Enschede     | 26 | 12 | 5  | 9  | 48 | 36 | 29  | +12 |                                           |
| 6  | BVV Den Bosch   | 26 | 12 | 5  | 9  | 42 | 39 | 29  | +3  |                                           |
| 7  | HVC             | 26 | 8  | 11 | 7  | 34 | 31 | 27  | +3  |                                           |
| 8  | De Volewijckers | 26 | 11 | 4  | 11 | 34 | 53 | 26  | -19 |                                           |
| 9  | DFC             | 26 | 10 | 5  | 11 | 41 | 47 | 25  | -6  |                                           |
| 10 | RBC Roosendaal  | 26 | 9  | 7  | 10 | 43 | 50 | 25  | -7  | Descendido.                               |
| 11 | VSV             | 26 | 9  | 6  | 11 | 43 | 43 | 24  | 0   | Descendido.                               |
| 12 | AGOVV Apeldoorn | 26 | 4  | 5  | 17 | 31 | 55 | 13  | -24 | Descendido.                               |
| 13 | Xerxes          | 26 | 3  | 7  | 16 | 23 | 51 | 13  | -28 | Descendido.                               |
| 14 | Be Quick 1887   | 26 | 4  | 4  | 18 | 24 | 64 | 12  | -40 | Descendido.                               |

PJ = Partidos jugados; PG = Partidos ganados; PE = Partidos empatados; PP = Partidos perdidos; GF = Goles a favor; GC = Goles en contra; Pts = Puntos; DG = Diferencia de goles

### Grupo final por el título
|   | Club          | PJ | PG | PE | PP | GF | GC | Pts | DG |                 |
| - | ------------- | -- | -- | -- | -- | -- | -- | --- | -- | --------------- |
| 1 | Willem II     | 6  | 3  | 2  | 1  | 14 | 11 | 8   | +3 |                 |
| 2 | NAC           | 6  | 2  | 2  | 2  | 14 | 12 | 6   | +2 |                 |
| 3 | PSV Eindhoven | 6  | 1  | 4  | 1  | 10 | 10 | 6   | 0  | Copa de Europa. |
| 4 | FC Eindhoven  | 6  | 1  | 2  | 3  | 9  | 14 | 4   | -5 |                 |

PJ = Partidos jugados; PG = Partidos ganados; PE = Partidos empatados; PP = Partidos perdidos; GF = Goles a favor; GC = Goles en contra; Pts = Puntos; DG = Diferencia de goles
|                               |
| Campeón Willem II 3.er título |